# Bocairente
Bocairente (en valenciano y oficialmente Bocairent) es un municipio de la Comunidad Valenciana, España. Se sitúa en el extremo sur de la provincia de Valencia, en la comarca del Valle de Albaida. Cuenta con una población de 4148 habitantes (INE 2024).

## Geografía
El municipio de Bocairente está situado en la vertiente noroeste de la Sierra Mariola, en el centro del valle de su mismo nombre. La superficie del término es muy montañosa, con un pequeño sector al centro menos ondulado. Las alturas principales son: Alto de Mariola (1158 m), Pico de Águila (961 m), Xar (1093 m), San Jaime (956 m), Portí (1081 m), Masarra (659 m) y Alto de la Cruz (956 m). Los ríos Clariano y Vinalopó nacen dentro del término. En el cerro de San Jaime está la divisoria de aguas entre ambos ríos. Drenan el término los barrancos del Infern, de Fos, de la Foieta y de la Frontera. La villa está situada, escalonadamente, sobre un cerro.
El clima es clima continental; los vientos más frecuentes son los del sur y este; este último es el que provoca las lluvias, generalmente de enero a abril; nieva en enero y febrero.
Localidades limítrofes
|                | Norte: Onteniente |                                   |
| Oeste: Bañeres |                   | Este: Agres, Alfafara, Cocentaina |
|                | Sur: Alcoy        |                                   |

## Historia
Existen diversos yacimientos prehistóricos en el término que sitúan a población ya desde el paleolítico medio; por citar algunos, mencionaremos las cuevas del Vinalopó, Santa Bárbara, la Isla, la Emparedada, la de Gomar, la Piscina, el yacimiento de los Doce. De la Edad del Bronce se encuentran, entre otros, la Mola, la Mola Alta de Serrelles, el barranco del Cinco, el barranco de la Frontera, el cerro de Mariola, Mas de Menente. Existieron también varios poblados iberos diseminados por las pequeñas lomas de la zona. De este periodo se encuentra el León ibérico encontrado en la loma de Galbis, uno de los yacimientos más importantes junto a los de: San Antonio del Cerdito, Cabezo de Mariola y Cabezo de San Antonio. Los romanos son los fundadores de la villa y los que la bautizan con el nombre de Bucarius. De época romana datan algunas villas repartidas por la llanura.
El poblamiento actual surgió en época musulmana, con tribus bereberes de los Massara. El geógrafo al-Idrisi la nombra  بُكَيران (Bukayrān o Bekirén) ('piña' o 'colmena'). En la localidad tiene importancia el tejido de telas de lino de color blanco Tras la disolución del califato de Córdoba, acabó perteneciendo a la taifa de Denia. El castillo era una pieza importante de la defensa de la taifa. Estaba situado donde posteriormente se levantó la parroquia de Nuestra Señora de la Asunción. En 1076 la taifa de Denia fue conquistada por el rey Al-Muqtadir, pasando a formar parte de la Taifa de Zaragoza. En 1092 los Almorávides se hicieron con el control de la zona. En esta periodo nació el poeta Abu Marq Muhamar lbm Ruhaim autor de "mozarkas o jarchas" escritas en mozárabe y que en 1121 formó parte del corte de Almorávide en Sevilla con el cargo de Almojarife, el encargado de cobrar el almojarifazgo.
En 1179, por el tratado de Cazola, quedó adscrita a la corona de Aragón. En 1240 hay escritos de Jaime I que lo mencionan como Bochairent, Bocairen y Bocayrent.
En 1245 con la caída de Biar. comienza el dominio cristiano de la zona. En 1248 una revuelta morisca ocupa el castillo. El 11 de marzo de 1255 Ximén Pérez de Arenoso como Lugarteniente General del Reino de Valencia entrega carta puebla a los castillos y villas de Boicarent, Agres y Mariola. 320 familias se benificiaron de dicha carta puebla. Entre los caballeros que participaron en su conquista, fue Ximén Peres d'Orís, del linaje Orís su primer señor. Jurisdiccionalmente quedó adscrita a Játiva. A principios del siglo XIV Jaime el Justo otorgó Bocairente y Castalla a Jaspert V, vizconde de Castellnou. En 1338 es recuperada para la corona, regida por Pedro IV el Ceremonioso, que creó la baronía de Onteniente, que integraba, además, Bocairente y Biar, y se la dio a Berenguer de Vilaragut y Sarrià. En 1370, Pedro IV el Ceremonioso otorgó a Bocairente el privilegio de imponer sisas y de exportar vino y aceite a Castilla y al Reino de Murcia; el 13 de marzo de ese año, el rey incorpora Bocairente a la corona como villa real y con voto en las cortes y le incorpora Alfafara. En 1381, la Universidad de Bocairente adquiere la población y el castillo de Bañeres. En 1618 el rey Felipe IV decidió la separación de ambas poblaciones. El rey Juan I de Aragón le concedió el título de barón de Onteniente el 1 de febrero de 1387, con las villas de Bocairente y Biar el caballero Pere d’Artés. Anulada dicha baronía por el Brazo Real en las Cortes Valencianas de 1418
En la primera guerra de las Germanías la población apoyó a Carlos I, por lo que éste la recompensó con la autorización para la celebración de feria anual fijada para el período del 1 al 15 de septiembre, así como la realización de mercado semanal los martes.
En 1587 empezó a funcionar la Real Fábrica de Paños, que gozaba de privilegios reales dictados en una pragmática de Felipe II. También existe el negocio de la nieve con la cava de San Blai de la red de cavas de la Sierra de Mariola
En la Guerra de Sucesión tomó partido por el archiduque. Durante las guerras de Independencia y carlistas fue testigo de importantes enfrentamientos.
En 1833 se realizó la primera división provincial española efectiva, liderada por Javier de Burgos. En un principio, Bocairent estaba dentro de la provincia de Alicante, al igual que otros municipios valencianos cómo Onteniente, Gandía o Albaida.
Posteriormente, en 1836, por una Real Orden, estos municipios pasaron definitivamente a la provincia de Valencia.
El caso de Bocairente siempre ha sido caso de polémica, ya que cuando se dio la Real Orden, Bocairente estaba dentro del partido judicial de Onteniente (cómo a día de hoy), sin embargo, este municipio ha estado ligado históricamente a los Valles de Alcoy. Ni siquiera, entraba dentro de la extinta provincia de Játiva, ya que si actualmente incluyéramos Bocairente en la provincia de Alicante, sería una línea recta, además de que está en el valle de la Sierra de Mariola, rodeado de municipios alicantinos.
El 22 de diciembre de 1873 en Bocairente, ocurrió la Batalla de Camorra. Tras sus incursiones por tierras de Castilla, el coronel Santés, quien más tarde alcanzó el rango de brigadier, permaneció en Chelva, un centro militar clave para los carlistas que operaban en la provincia de Valencia, hasta mediados de diciembre de 1873. El 18 de diciembre, reunió a sus tropas en Enguera con la intención de tomar Játiva. Sin embargo, al enterarse de que el general Weyler, al mando del ejército republicano, había llegado a la ciudad, decidió pasar la noche en Mogente y continuar al día siguiente hacia Ollería, pasando por Vallada y Ayelo de Malferit. Desde allí, avanzó a Onteniente y luego a Albaida, donde distribuyó raciones a sus hombres antes de regresar a Onteniente. Posteriormente, se dirigió a Bocairente, donde llegó la noche del 20 de diciembre.
Mientras tanto, Weyler dejó Játiva para dirigirse a Canals, pero pronto retrocedió al darse cuenta de que los carlistas podrían aprovechar su ausencia para tomar la ciudad. El 20 de diciembre, decidió marchar hacia Onteniente. Tras confirmar que las tropas carlistas habían pasado por allí, continuó hacia Albaida en su persecución. Santés, como se mencionó antes, había regresado a Onteniente, y desde Albaida, Weyler continuó su ruta hacia Bocairente, siguiendo la huella de los carlistas.
Cerca de Bocairente, ambos ejércitos se enfrentaron. Aunque los carlistas eran algo superiores en número, carecían de la mejor armamento, lo que afectó el desarrollo de la batalla, como había ocurrido en otras ocasiones a lo largo de la campaña. La lucha continuó hasta el anochecer. Al cesar el fuego, los carlistas se mantuvieron en el Alt de la Creu y en los pinares del Racó, mientras los republicanos se retiraron hacia la villa. A las 10 de la mañana del 22 de diciembre, el combate se reanudó. La victoria estuvo tan cerca de los carlistas que Weyler intentó suicidarse, aunque un ayudante evitó su trágico intento. Finalmente, la escasez de municiones, un problema persistente en el ejército carlista, inclinó la balanza a favor de los republicanos, quienes, tras presionar a los carlistas en su retirada, obligaron a estos a abandonar sus posiciones a media mañana. A pesar de ello, el daño infligido a los republicanos fue tan grande que Weyler no pudo continuar su persecución, y los carlistas se retiraron hacia Mogente.
El general Santés y otros combatientes carlistas de Liria, participaron en esta batalla, conocida como la de Camorra.
Cerca del campo de batalla, se enterraron a sesenta y dos soldados muertos, tanto carlistas como republicanos. En el lugar se plantaron varios cipreses y se erigió una cruz de madera, que en 1912 fue reemplazada por una cruz de piedra sobre un pedestal del mismo material. En ella se grabó la siguiente inscripción: "Sesenta y dos víctimas, de sus ideales unos, de la disciplina otros, yacen aquí. ¡Honor y gloria a los que murieron en el cumplimiento del deber el día 22 de diciembre de 1873!".

## Demografía
Bocairente cuenta con una población de 4148 habitantes (INE 2024).
| Gráfica de evolución demográfica de Bocairente entre 1842 y 2021                                                    |
| |
| Población de derecho según los censos de población del INE Población de hecho según los censos de población del INE |

La población se encuentra estancada desde la década de 1960.

## Economía
La actividad económica del municipio está basada en la industria, que ha tenido como producción más destacada y tradicional la fabricación de mantas. Actualmente la actividad textil se ha diversificado y funcionan también industrias de carpintería metálica y PVC, de servicios y alimentación. También tiene mucho peso el sector servicios, gracias al turismo.
El terreno no cultivado está cubierto en parte por pinos, encinas y monte bajo, que se aprovecha para pastos. En el secano se cosechan cereales y uva. El regadío, con las aguas del río Vinalopó y de la fuente de la Alquería, se cultivan cereales, árboles frutales y hortalizas.

## Administración y política
| Periodo   | Nombre                                                                   | Partido       |
| --------- | ------------------------------------------------------------------------ | ------------- |
| 1979-1983 | Baltasar Castelló Castelló                                               | Independiente |
| 1983-1987 | José Luis Gil Gómez                                                      | PSPV-PSOE     |
| 1987-1991 | Vicente Colomer Boronat                                                  | PP            |
| 1991-1995 | Vicente Vicedo Ferré                                                     | PSPV-PSOE     |
| 1995-1999 | Juan Bautista Sanchis Ferre                                              | PP            |
| 1999-2003 | Juan Bautista Sanchis Ferre                                              | PP            |
| 2003-2007 | Dimas González Pérez (2003-2005) Juan Bautista Sanchis Ferre (2005-2007) | PP            |
| 2007-2011 | Josep Vicent Ferré Domínguez                                             | PSPV-PSOE     |
| 2011-2015 | Josep Vicent Ferré Domínguez                                             | PSPV-PSOE     |
| 2015-2019 | Josep Vicent Ferré Domínguez                                             | PSPV-PSOE     |
| 2019-2023 | Xavier Molina i Martí                                                    | PSPV-PSOE     |

## Patrimonio

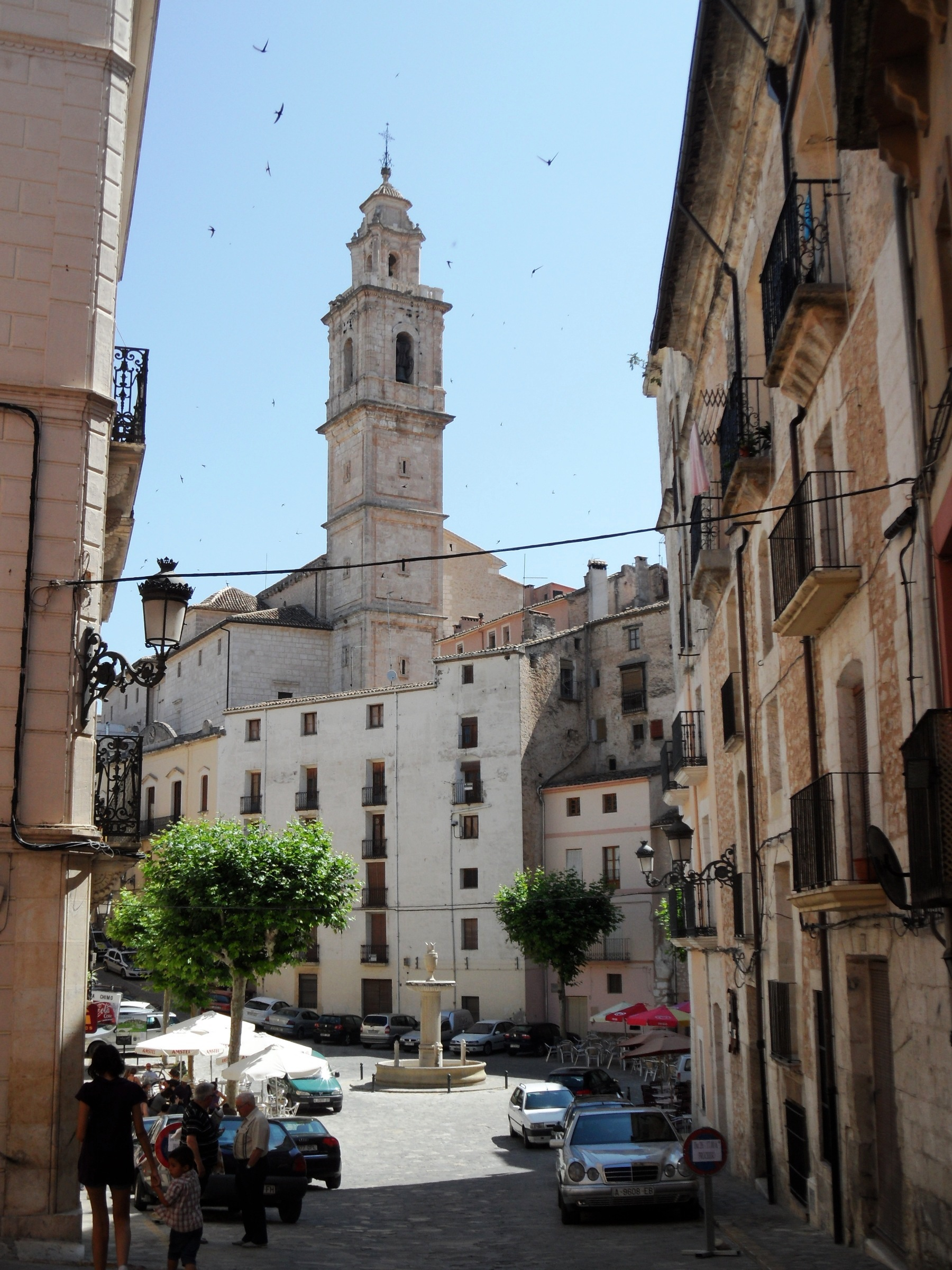
Plaza del Ayuntamiento; al fondo destaca la torre de la iglesia de la Asunción, símbolo del casco antiguo de Bocairente.

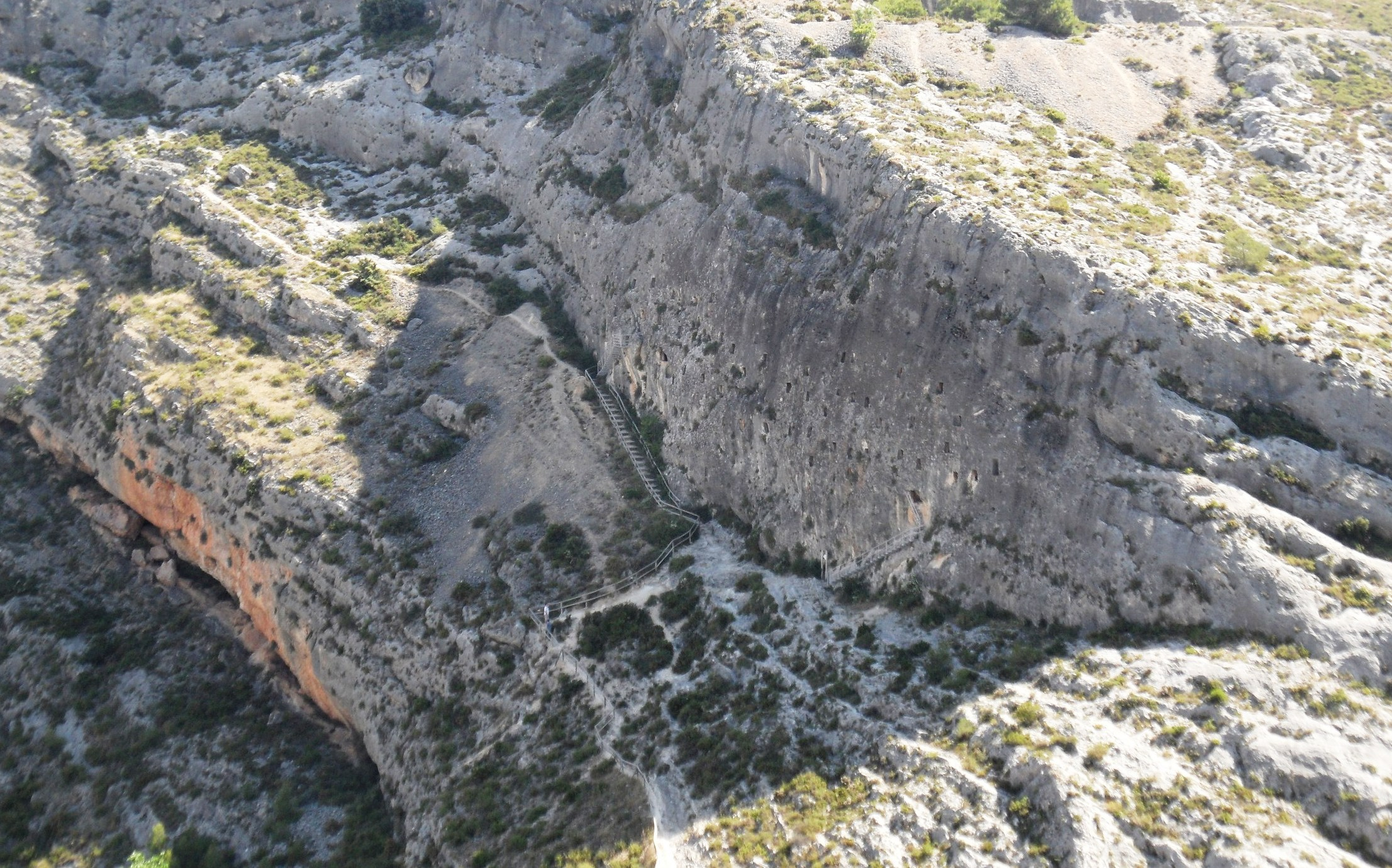
Conjunto de Cuevas de los Moros.

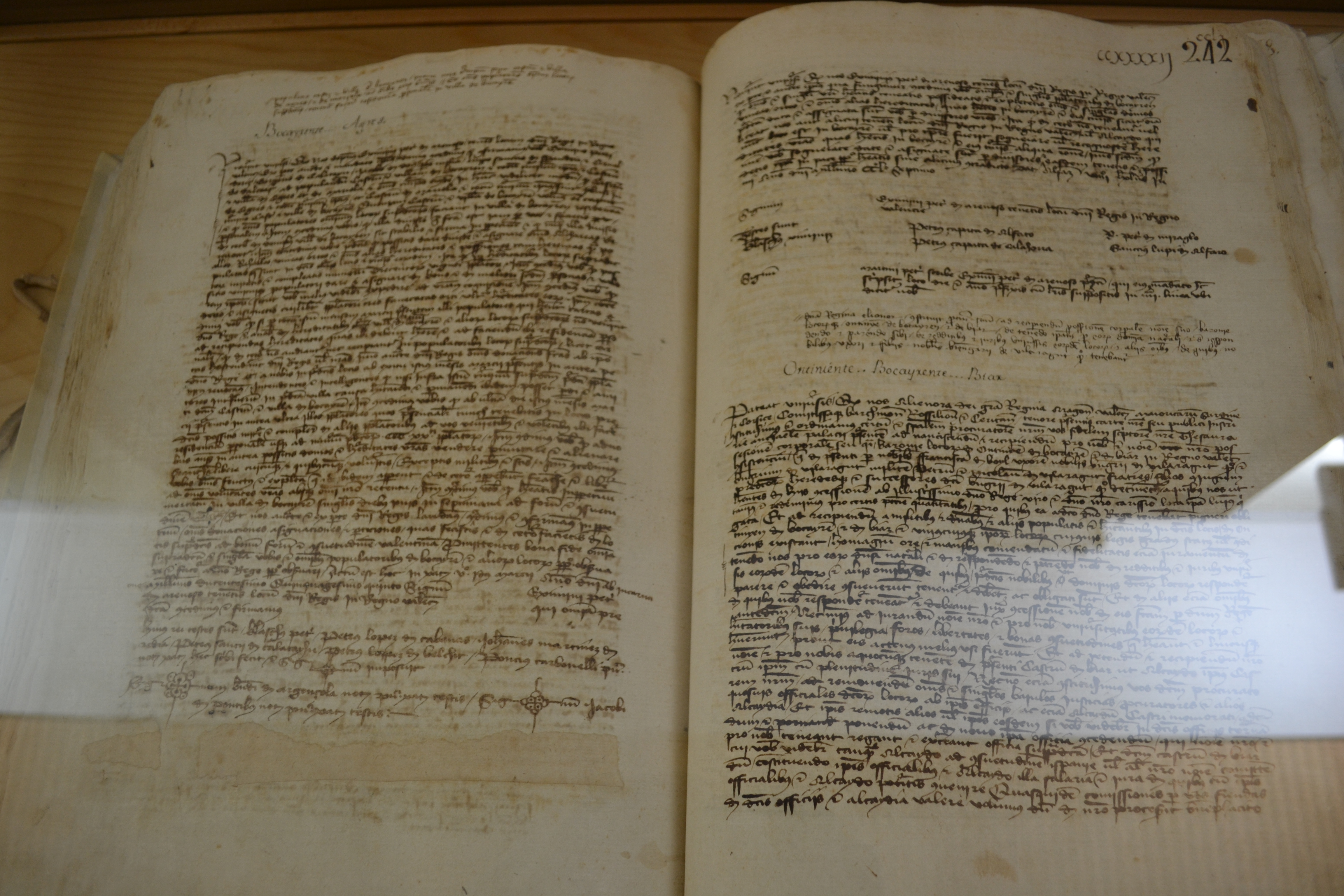
Carta Puebla de Bocairente, Agres y Mariola (1256).

- Iglesia parroquial de la Virgen de la Asunción (Església parroquial de la Mare de Déu de l'Assumpció): se trata del símbolo más visible de Bocairente, edificada en 1516 sobre el solar del antiguo alcázar andalusí. Se edificó originalmente en estilo gótico, y luego se adaptó a la estética barroca. Contiene obras de Juan de Juanes, José Segrelles y Joaquín Sorolla, así como una cruz procesional del siglo XV. La pila bautismal, antigua fuente pública también del siglo XV, está trabajada en piedra y se apoya sobre un pie gótico.[12]
- Cuevas de 
Los Moros: grupo de cuervas artificiales del siglo X u XI con orificios en forma de ventana, situadas en mitad de una pared de roca vertical, a unos 300 m del casco antiguo de Bocairente. Consta de unas cincuenta ventanas que dan acceso al mismo número de cámaras, dispuestas en 3 o 4 niveles pero sin formar plantas regulares. Existen diversas interpretaciones sobre su uso y construcción, pero lo más probable es que se utilizaran como granero fortificado.[13]
- Pozo de nieve de San Blas (Cava de Sant Blai): data del siglo XVII y se ubica al norte del casco antiguo. Se utilizó como pozo de nieve hasta el siglo XX y en la actualidad alberga un centro de interpretación sobre la importancia económica de la nieve.[14]
- Plaza de toros (Plaça de bous): inaugurada en 1843, es las más antigua de la Comunidad Valenciana y tiene además la particularidad de estar íntegramente excavada en piedra. Cuenta con un aforo de 3760 localidades.[15]
- Monasterio rupestre (Monestir rupestre): de mediados del siglo XVI, se trata de un antiguo convento subterráneo de monjas de clausura. Se excavó en la roca, y ocupa una superficie de 48 m² al que se superponen dos conventos de construcción posterior.[16]
- Ermita de San Juan (Ermita de Sant Joan): la más antigua de la villa, edificada sobre el solar de la antigua mezquita.[17]
- Ermita de la Virgen de Agosto (Ermita de la Mare de Déu d'Agost).[17]
- Ermita de la Virgen de los Desamparados (Ermita de la Mare de Déu dels Desemparats).[17]
- El Barrio de la Villa de Bocairente, que constituye el núcleo antiguo medieval de dicha ciudad, ocupa la parte alta del cerro donde se asienta la localidad. Lo constituye un entramado de calles empinadas, retorcidas y escalonadas que se adaptan un terreno con fuertes desniveles en la conexión de la cima del cerro con la ladera. Dentro de este barrio medieval se distinguen otros barrios como el de San Pedro, el de San Juan, el de la Virgen de Agosto o el de la Virgen de los Desamparados.
- La Torre de Mariola, se trata de una torre de vigilancia, de época medieval islámica, probablemente del siglo XI. Está declarada como BIC (Bien de Interés Cultural).Se halla en el Alto de Mariola, en la sierra y paraje natural del mismo nombre, y en las proximidades del área recreativa en la que se encuentran la Casa y la Fuente de Mariola. Desde las proximidades de esta fuente se puede ascender a la torre con relativa facilidad, disfrutándose de unas espectaculares vistas.
- Hotel L'Àgora, edificio de estilo neomudéjar y modernista valenciano del arquitecto alcoyano Joaquín Aracil Aznar, 1925.
- Pacio de los Barones de Casanova (familia Belda)

## Cultura
- Museo arqueológico (Museu arqueològic): expone una amplia muestra de objetos datados entre el Paleolítico Superior y la Edad Media. La mayor parte corresponde a la cueva de la Sarsa, uno de los yacimientos neolíticos más importantes del Mediterráneo. Se expone además una copia del León Ibérico de Bocairente, del siglo V-VI y una maqueta del interior de las Covetes dels Moros.[18]
- Museo festero (Museu fester): recoge una muestra de indumentaria, programas de fiestas, instrumentos musicales, partituras, etc. de las nueve comparsas (filàes) existentes, así como un recorrido histórico por las fiestas de Moros y Cristianos de Bocairente, unas de las más antiguas.

## Fiestas
- Moros y Cristianos: se celebran durante cuatro días, en honor al patrón de la villa, San Blas, a partir del primer sábado de febrero. Las comparsas que participan en las fiestas son cuatro del bando moro (Moros Vells, Marrocs, Moros Marins y Mosqueters) y cinco del bando cristiano (Espanyoletos, Estudiants, Terç de Suavos, Contrabandistas y Granaders), todas ellas con más de 100 años de antigüedad y se mantienen prácticamente intactas, sin cambios significativos en sus indumentarias.[19] Están declaradas de interés turístico nacional.[20]
- San Agustín: se celebran del 22 al 28 de agosto, con bailes tradicionales al ritmo de la dulzaina y el tabalet.[20]